# Lago Lunghin
O Lago Lunghin é um lago localizado a uma altitude de 2.484 m, abaixo do Piz Lunghin, próximo ao Distrito de Maloja, no cantão de Grisões, Suíça. É considerado a fonte do Rio Inn.

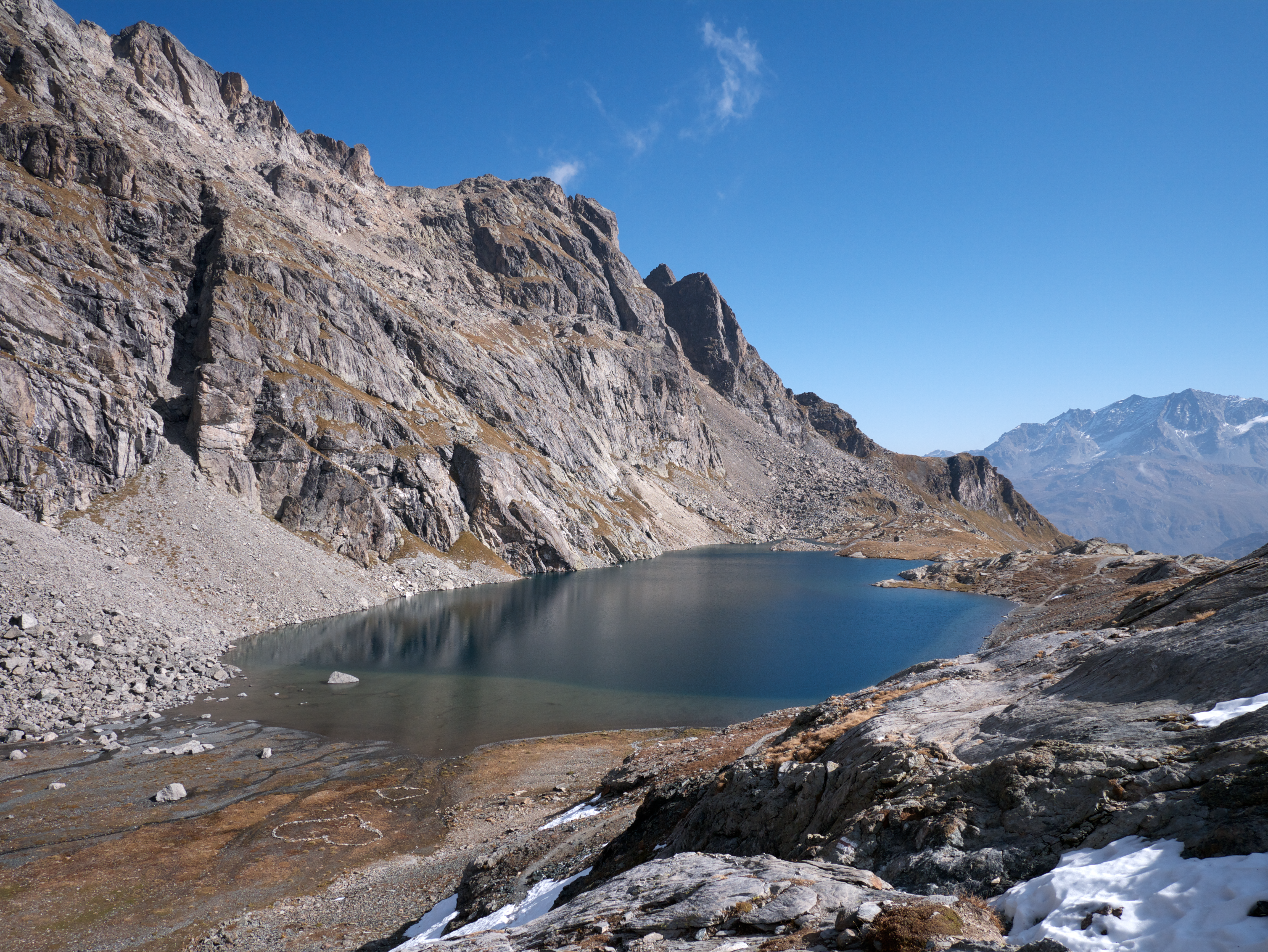
Lägh dal Lunghin